# Muraltia origanoides
Muraltia origanoides är en jungfrulinsväxtart som beskrevs av Presl. Muraltia origanoides ingår i släktet Muraltia och familjen jungfrulinsväxter. Inga underarter finns listade i Catalogue of Life.